# Andreas du Bois

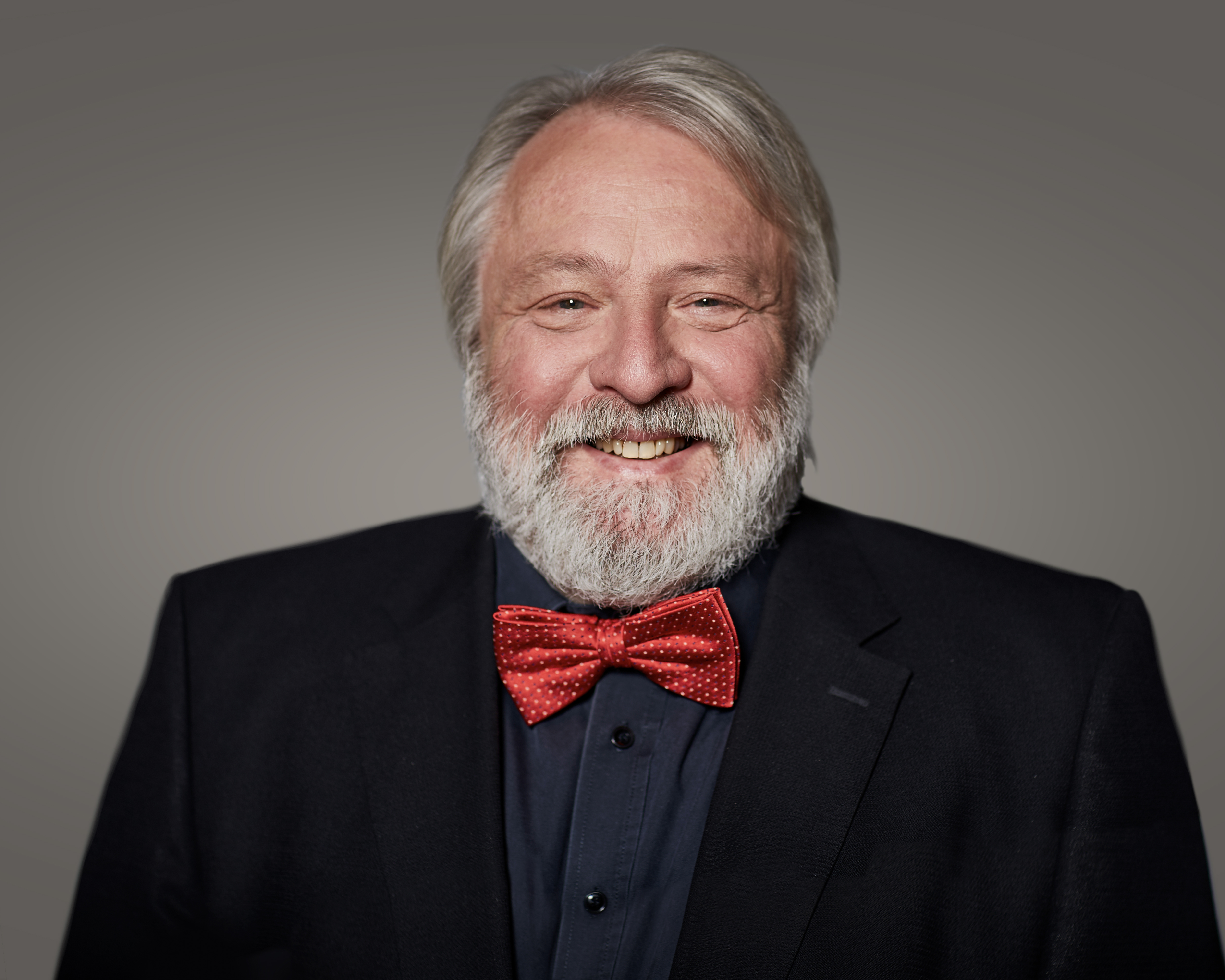
Andreas du Bois (2018)

Andreas du Bois (* 1956 in Frankfurt am Main) ist ein deutscher Gynäkologe und Onkologe. Er war bis Juli 2021 Direktor der Klinik für Gynäkologie & Gynäkologische Onkologie im Cancer Center an den Evang. Kliniken Essen-Mitte sowie Gründer und Studienleiter der Arbeitsgemeinschaft Gynäkologische Onkologie (AGO) Studiengruppe. Seit 2021 ist er in der Geschäftsführung der Kliniken Essen Mitte tätig und für die medizinische Strategie zuständig.

## Leben
Von 1976 bis 1978 studierte Andreas du Bois Philosophie mit den Nebenfächern Psychologie, Geschichte, Politologie und Religionswissenschaft an der FU Berlin. Von 1981 bis 1987 studierte er Humanmedizin an der Albert-Ludwigs-Universität Freiburg. Dort promovierte er 1987. Nach einer kurzen Tätigkeit in der Chirurgie im Kreiskrankenhaus Wolfach absolvierte du Bois seine Weiterbildung zum Frauenarzt an der Universitätsfrauenklinik Freiburg.
1993 wurde als leitender Oberarzt an den Vincentius Krankenhäusern in Karlsruhe. 1997 wurde ihm nach abgeschlossener Habilitation die Lehrberechtigung für das Fach Frauenheilkunde von der Universität Freiburg verliehen. 1999 wurde Andreas du Bois zum Klinikdirektor der Klinik für Gynäkologie und Gynäkologische Onkologie an den Dr.-Horst-Schmidt-Kliniken in Wiesbaden berufen, wo er das größte gynäko-onkologische Zentrum in Hessen aufbaute. 2004 wurde er nach Umhabilitation an der Gutenberg-Universität zu Mainz zum außerplanmäßigen Professor ernannt und erhielt 2005 den Ruf auf das Ordinariat für Frauenheilkunde an der Medizinischen Hochschule Hannover. Im Rahmen der mehr als einjährigen Verhandlungen kam es aber nicht zu einer Einigung, sodass er in Wiesbaden blieb. Zum 1. Januar 2011 wechselte er als Klinikdirektor an die Evang. Kliniken Essen-Mitte (KEM). Nach Beendigung der klinischen Tätigkeit war er 2021-2023 hauptamtlicher Ärztlicher Direktor der KEM, seit 2024 zuständig für die Umsetzung des "Essener Modells" als Direktor Medizinische Strategien und Kooperationen für Aufsichtsrat und Gesellschafter der KEM.
Sein wissenschaftlicher Werdegang begann nach der Promotion 1987 in der Universitätsfrauenklinik in Freiburg. Dort begann er auch die Arbeiten, die letztlich 1997 zur Habilitation führten: Die Rolle des Serotonin- und Cortisolstoffwechsels bei der Pathophysiologie des Erbrechens. Seine Arbeiten trugen zur Einführung der 5HT3Rezeptorantagonisten in die Therapie und Prophylaxe der Chemotherapie-induzierten Übelkeit und Erbrechen bei.

## Forschungsschwerpunkt
Sein Forschungsschwerpunkt liegt in der Gynäkologischen Onkologie. 1993 gründete er zusammen mit vier weiteren Oberärzten die AGO Studiengruppe (damals: AGO-OVAR).
In dieser Gruppe vereinigte er mehr als 300 Frauenkliniken Deutschlands und schaffte damit die Infrastruktur für kooperative klinische Studien der Phasen I-IV. Die dritte Studie („AGO-OVAR 3“) rekrutierte Patientinnen von 1995 bis 1997 und führte zur Etablierung von Carboplatin-Paclitaxel als neue, globale Standardtherapie des fortgeschrittenen Ovarialkarzinoms.
In weiteren Studien wurden die Standards der Rezidivtherapie mit Platinkombinationen etabliert und neue Therapieregime entwickelt, wie z. B. Carboplatin-Gemcitabin. Bei prognostisch ungünstigem, frühem Rezidiv konnte die Studiengruppe zeigen, dass eine Hormontherapie einer Chemotherapie unterlegen ist.
In der operativen Studie LION konnte gezeigt werden, dass die systematische Entfernung der Lymphknoten („Lymphonodektomie“) keine Vorteile, sondern nur mehr Nebenwirkungen beim fortgeschrittenen Ovarialkarzinom bringt. Eine weitere, über 1000 mal zitierte Arbeit, demonstrierte den prognostisch günstigen Wert der chirurgischen Komplettresektion in der Therapie des Ovarialkarzinoms. In der operativen Studienserie DESKTOP 1-3 zur Frage der Rezidiv-Operation beim Ovarialkarzinom wurde ein Score entwickelt, der Patientinnen identifiziert, für die eine solche Operation geeignet erscheint. In der prospektiv randomisierten Studie konnte letztlich ein Überlebensvorteil für die so identifizierten und operierten Patientinnen gezeigt werden. 
Neben den klinischen Studien bestand ein weiterer Schwerpunkt der Forschung im Bereich der Versorgungsforschung und Qualitätssicherung.

## Preise und Auszeichnungen
- 1995 und 1996 jeweils Young Investigator Award verliehen von der Multinational Association of Supportive Care in Cancer (MASCC)
- 2001 Pride and Joy – Preis für die beste Publikation einer Phase II Studie in den Annals of Oncology[20]
- 2006 Arthur Walpole Preis für klinische Studien verliehen von der Deutschen Krebsgesellschaft[21]
- 2006 Ernst Wertheim Preis verliehen von der Österreichische Gesellschaft für Gynäkologische Onkologie (AGO Austria) 2006[22]
- 2006 Quality-of-Life-Award verliehen von Lilly[23]
- 2013 NCI Division of cancer control and population sciences: Research Highlights from EGRP grantees 2013 (co-author)
- 2016 MDAnderson Madrid Lifetime Award verliehen vom Department of Gynecological Oncology des MD Anderson Cancer Center Madrid[24]
- 2016 Ernennung zum Adjunct Professor der Universität Wien[25]
- 2016 Ernennung zum Honorary Clinical Professor am Centre for Experimental Cancer Medicine, Queen Mary University of London
- 2016 Verleihung des Ehrendoktors, Doctor honoris causa durch die medizinische Fakultät der Universität Lund, Schweden[26]
- 2018 Verleihung der Ehrenmitgliedschaft der Russischen Gesellschaft für Gynäko-Onkologie
- 2018 Otto-Käser-Gedächtnis-Vorlesung an der Universität Basel[27]
- 2018 Claes-Trope-Lecture an der Universität Oslo[28]
- 2019 Wilhelm Warner Preis für Krebsforschung 2018 verliehen durch die Wilhelm Warner Stiftung an der Universität Hamburg
- 2020 Deutscher Krebspreis für klinische Krebsforschung verliehen von der Deutschen Krebsgesellschaft[29]
- 2020 Ehrenmitgliedschaft in der Deutschen Gesellschaft für Gynäkologie und Geburtshilfe
- 2021 Lifetime Achievement Award der European Society of Gynaecological Oncology (ESGO)[30]
- 2022 AGO Studygroup Award, Arbeitsgemeinschaft Gynäkologische Onkologie Studiengruppe
- 2022 International Award der Nordostdeutschen Gesellschaft für Gynäko-Onkologie (NOGGO)[31]

## Mitgliedschaften, Ehrenämter und Funktionen in wissenschaftlichen Gesellschaften
- American Society of Clinical Oncology (ASCO)
- Gynecologic Cancer International Intergroup (GCIG)
  - Mitglied des Executive Boards und Repräsentant der AGO-OVAR
  - Chairman der 3. International Ovarian Cancer Consensus Conference
  - Scientific Board 2.,3., 4. und 5. Consensus Conference[32][33][34][35]
  - Mitglied der Working Group Classifications, hier: Entwicklung der CA 125 Response Kriterien[36][37]

- European Network of Gynecologic Oncology Trial Groups (ENGOT)[38]
  - Gründer (zusammen mit I. Vergote), Präsident 2012–2014[39]

- European Society of Gynecologic Oncology (ESGO)
  - Mitglied des Vorstands (2003–2007)
  - Vorsitz der Arbeitsgruppe Rezidivtherapie bei der  1st European ESMO/ESGO Consensus Conference on Ovarian Cancer 2018[40]
  - Task Force Zertifizierung von Exzellenzzentren und ESGO Zentren für Ovarialkarzinom-Operationen[41]
  - Arbeitsgruppe Consensus Meeting zur Therapie von Malignomen in der Schwangerschaft[42]

- Deutsche Gesellschaft für Gynäkologie und Geburtshilfe (DGGG)
- Deutsche Krebsgesellschaft (DKG)
  - Gründungsvorsitzender des Arbeitskreises Supportivmaßnahmen in der Onkologie der Deutschen Krebsgesellschaft[43]
  - Mitglied Kommission Klinische Studien (Vertreter der AGO 2002–2004)
  - Mitglied der S3 Leitlinienkommissionen Ovarialkarzinom und Mammakarzinom[44][45][46]

- Arbeitsgemeinschaft Gynäkologische Onkologie (AGO) in der DKG und DGGG
  - Gründungsmitglied der Organkommission OVAR
  - Leiter des Qualitätssicherungsprogramms QS-OVAR seit 2000

- Gründer, Studienleiter und Executive Board der AGO Studiengruppe

- ehemaliges Vorstandsmitglied bei Menschenmöglichers e.V. einem Essener Charity Verein und Träger von "Schwere Last von kleinen Schultern nehmen", einem Projekt für Familien mit Kindern, in denen ein Elternteil von einer Krebserkrankung betroffen ist[47]
- Co-Director of European School of Abdomino-pelvic Surgery in Gynaecologic Oncology (ESAGON)[48]

## Publikationen
- Editorial Board (aktuell und ehemals): J Clin Oncol, Gynecol Oncol, Int J Gynecol Cancer, Onkologie, J Support Care Cancer, Oncology Reports u. a. m.
- Mehr als 500 Publikationen in Journalen mit peer-review Verfahren mit über 44.000 Zitationen und einem h-index von 100[49]